# デイドリーム (モンキーズの曲)
「デイドリーム」または「デイドリーム・ビリーバー」（原題: Daydream Believer）は、アメリカ合衆国のロックバンドであるモンキーズの楽曲。1967年10月25日にコルジェムズ・レコードからシングルとして発売された。作詞作曲はジョン・スチュワート、プロデュースはチップ・ダグラスが手がけた。アメリカのBillboard Hot 100では第1位を獲得し、全英シングルチャートでは最高位5位を記録した。
日本ではザ・タイマーズによる日本語カバーも知られる。また、モンキーズによる原曲は1997年に公開された映画『ドリーム・スタジアム』の主題歌として使用された。

## 解説
プロデューサーのダグラスは、ハリウッドで開かれたパーティーで友人のスチュワートと出会った。当時、ダグラスはモンキーズのプロデューサーを務めていたため、モンキーズに相応しいよい楽曲を持っているかをスチュワートに尋ねた。スチュワートは、かつてスパンキー&アワ・ギャングに提供しようとしたが却下された楽曲「デイドリーム」をダグラスに聴かせた。ダグラスは、この曲がヒットすることを予感したが、一部の歌詞について納得ができなかったため、スチュワートにその箇所を変更させた。
「デイドリーム」のレコーディングは、1967年6月14日、8月9日、9月5日の3回のセッションで行なわれた。ジョーンズは最初この曲に可能性を感じることができず、録音時は不快な感情のままで歌っていたと、後に認めている。
本作のタイトルは、2000年に公開されたモンキーズの伝記映画のタイトルに使用された。

## クレジット
※出典
モンキーズ
- デイビー・ジョーンズ – ボーカル
- ミッキー・ドレンツ – バッキング・ボーカル
- マイク・ネスミス – ギター
- ピーター・トーク – ピアノ

外部ミュージシャン
- チップ・ダグラス – プロデュース、ベース、パーカッション、ピアノ
- エディ・ホウ – ドラム
- ビル・マーティン – パーカッション
- ネイサン・カプロフ – ヴァイオリン
- ジョージ・カスト – ヴァイオリン
- アレックス・マレー – ヴァイオリン
- エルノ・ニューフェルド – ヴァイオリン
- ピート・キャンドリ – トランペット
- アル・ポルシーノ – トランペット
- マニュエル・スティーヴンス – トランペット、ピッコロ・トランペット
- リチャード・ノエル – トロンボーン
- リチャード・リース – ベース・トロンボーン
- フィリップ・ティール – ベース・トロンボーン
- ショーティー・ロジャース – 編曲

## チャート成績（モンキーズ版）

### 週間チャート
| チャート (1967年 - 1968年)              | 最高位 |
| --------------------------------------- | ------ |
| オーストラリア (Go-Set National Top 40) | 2      |
| オーストリア (Ö3 Austria Top 40)        | 7      |
| ベルギー (Ultratop 50 Flanders)         | 8      |
| ベルギー (Ultratop 50 Wallonia)         | 19     |
| カナダ トップシングルス (RPM)           | 1      |
| フィンランド (Suomen virallinen lista)  | 15     |
| アイルランド (IRMA)                     | 1      |
| 日本 (オリコン)                         | 4      |
| オランダ (Single Top 100)               | 3      |
| ニュージーランド (Listener)             | 4      |
| ノルウェー (VG-lista)                   | 2      |
| スイス (Schweizer Hitparade)            | 10     |
| UK シングルス (OCC)                     | 5      |
| US Billboard Hot 100                    | 1      |
| US Cash Box Top 100                     | 1      |
| 西ドイツ (GfK Entertainment charts)     | 4      |

| チャート (2012年)    | 最高位 |
| -------------------- | ------ |
| 日本 (Japan Hot 100) | 32     |

### 年間チャート
| チャート (1967年)             | 順位 |
| ----------------------------- | ---- |
| カナダ トップシングルス (RPM) | 7    |
| US Billboard Hot 100          | 94   |

| チャート (1968年)       | 順位 |
| ----------------------- | ---- |
| オーストラリア (Go-Set) | 28   |
| 南アフリカ (Springbok)  | 17   |

### オールタイム・チャート
| チャート (1958年 - 2018) | 順位 |
| ------------------------ | ---- |
| US Billboard Hot 100     | 312  |

## 認定（モンキーズ版）
| 国/地域                                                                                  | 認定     | 認定/売上数 |
| ---------------------------------------------------------------------------------------- | -------- | ----------- |
| 日本 (RIAJ)                                                                              | Gold     | 100,000*    |
| イギリス (BPI)                                                                           | Platinum | 600,000     |
| アメリカ合衆国 (RIAA)                                                                    | Gold     | 1,000,000^  |
| * 認定のみに基づく売上数 · ^ 認定のみに基づく出荷枚数 · 認定のみに基づく売上数と再生回数 |          |             |

## カバー・バージョン

### アン・マレーによるカバー
カナダの歌手であるアン・マレーは、1979年に発売のスタジオ・アルバム『愛の残り火』で「デイドリーム・ビリーバー」をカバーした。後にシングル・カットされ、『ビルボード』誌のHot Adult Contemporary Tracksで第1位を獲得した。
2007年に発売されたアルバム『フレンズ&レジェンズ〜デュエット・アルバム』では、ネリー・ファータドと共演した。

### チャート成績（アン・マレー版）
| チャート (1979年 - 1980年)              | 最高位 |
| --------------------------------------- | ------ |
| カナダ カントリー・トラックス (RPM)     | 1      |
| カナダ トップシングルス (RPM)           | 17     |
| カナダ アダルト・コンテンポラリー (RPM) | 1      |
| US Hot Country Songs (Billboard)        | 3      |
| US Billboard Hot 100                    | 12     |
| US Adult Contemporary (Billboard)       | 1      |

### ザ・タイマーズによるカバー
日本のロック歌手である忌野清志郎は、自身が結成した覆面バンド「ザ・タイマーズ」のデビュー曲としてカバー。日本語でのカバーで、訳詞は忌野（ZERRY名義）が手がけた。ここでの「彼女」は忌野清志郎の継母のことである。
シングル『デイ・ドリーム・ビリーバー』は、1989年10月11日に発売され、オリコン週間シングルランキングで15週にわたってランクインし、最高位2位を記録した。同年に発売されたアルバム『TIMERS』には、「デイ・ドリーム・ビリーバー 〜DAY DREAM BELIEVER〜」というタイトルで収録された。
ザ・タイマーズの「デイ・ドリーム・ビリーバー」は、楽曲の発表以降エースコック「スーパーカップ」（1989年）、サントリー「サントリーモルツ」（2006年）、セブンイレブン・ジャパン（2011年 - 2020年）のCMソングとして使用された。

### 収録曲
| #         | タイトル                                                        | 作詞・作曲           | 時間  |
| --------- | --------------------------------------------------------------- | -------------------- | ----- |
| 1.        | 「デイ・ドリーム・ビリーバー」(日本語詞: ZERRY)                 | ジョン・スチュワート | 3:15  |
| 2.        | 「3部作（イ 人類の深刻な問題 ロ ブーム ブーム ハ ビンジョー）」 | ZERRY                | 7:37  |
| 合計時間: | 合計時間:                                                       | 合計時間:            | 10:52 |

### その他のカバー・バージョン
収録作品は初出のもののみ記載する。△…モンキーズ盤のカバー。◇…タイマーズ盤のカバー。
- フォー・トップス - 1968年に発売されたアルバム『Yesterday's Dreams』△
- フィンガー5 - 1974年に発売されたアルバム『学園天国』(朝がねむいよ) △
- 西城秀樹 - 1974年に発売されたアルバム『秀樹!エキサイティング・ポップス』△
- あいざき進也 - 1974年に発売されたアルバム『気になる男の子』△
- 少女隊 - 1986年に発売されたアルバム『SUPER VARIO』
日本語訳詞は高柳恋。
- 少年ナイフ - 1998年に発売されたアルバム『Happy Hour』（海外盤）△
日本ではのちにベストアルバムに収録された。
- rua - 2002年に発売されたアルバム『青春のポップス〜フォー・エバー』△
- 山崎まさよし - 2007年に発売されたアルバム『COVER ALL YO!』△
NTT西日本「フレッツ・光」CF曲。
- Micky Modelle - 2010年に発売されたアルバム『Irish Club Anthems』 △
- AOEQ - 2011年に発売されたアルバム『think twice』
歌詞はタイマーズ盤をベースとし、亡くなった忌野清志郎に捧げる歌詞になっている。テレビ東京系『ゴッドタン』2011年7 - 9月度エンディング曲。
- プリシラ・アーン - 2012年に発売されたアルバム『ナチュラル・カラーズ』△◇
- 矢野顕子 - 2013年に発売されたアルバム『矢野顕子、忌野清志郎を歌う』◇
- オンダ・バガ - 2013年に発売されたアルバム『マグマ・エレメンタル』（日本盤）◇
『フジロック・フェスティバル』出演時にサプライズとして初めて披露した。
- さくら学院 - 2014年に発売されたシングル「Jump Up 〜ちいさな勇気〜」（初回限定盤A）◇
- 森川ココネ（高畑充希） - 2017年に公開された劇場アニメ映画『ひるね姫 〜知らないワタシの物語〜』の主題歌[47]。 ◇
- 佐倉としたい大西（佐倉綾音、大西沙織） - 2017年に発売されたシングル『Radio time predator』C/W[48][49]◇
- ボーイゾーン -  2017年に発売されたアルバム『No Matter What: the Essential』△
- 関ジャニ∞ - 2018年10月3日から放送が開始されたセブンイレブン・ジャパンのCMソング◇[50]
- Yellow Studs - 2021年に発売されたアルバム『brand new old day』△
- 原田知世 - 2023年に発売されたアルバム『恋愛小説4 〜音楽飛行』△